# 耳朵大有福
《耳朵大有福》（英文譯名：Lucky Dog）是一部2008年由中國和韓國合作拍攝的華語劇情片，是電影導演張猛的故事片處女作，也是其「東北三部曲」中的首部，由范偉主演，講述了一位東北鐵路工人退休之後第一天的生活。影片在第11屆上海國際電影節上獲得了亞洲新人獎評委會特別獎。

## 劇情
在中國東北某小城鐵路局機務段修了四十多年火車的王抗美（范偉）迎來了退休的日子。這份「鐵飯碗」雖然不能為他帶來太豐厚的收入，卻一直讓他過著比上不足、比下有餘的生活，更是這位體制內職工在社交圈子中高人一等的資本。沉浸在「光荣退休」的喜悅中，老王最初對隨之而來的收入削減不以為意；然而，退休後的第一天，他就開始切身感受到生活的種種重負：抱病醫院的老伴（程淑波）仍無好轉跡象，每天的飲食起居都是不菲的開支；家境優渥的女婿（田雨）被女兒（賈瑟）撞破偷情，夫妻關係岌岌可危；試圖打零工補貼家用的老王先後探訪擦鞋女工、人力車夫、二人轉戲院老闆，卻接連鎩羽而歸，有一次更是誤入傳銷窩點而遭警察查扣。好強的老王終於被迫低下頭顱，攜禮物向鐵路局工會幹事（張珂）求助，然而又被告知他的氣管病不屬於工傷賠償範疇。這位以「抗美援朝」命名、並一直以曾在鐵路局宣傳隊領唱過《長征組歌》為豪的老工人，卻在舉國紀念長征勝利七十週年之際發現自己的生活已然舉步維艱。心灰意冷的老王要怎樣才能留住自己殘存的榮耀與尊嚴？

## 演員
- 范偉 飾演 王抗美
- 程淑波 飾演 妻子
- 賈瑟 飾演 女兒
- 田雨 飾演 姑爺
- 張永岩 飾演 兒子
- 趙乃旬 飾演 父親
- 張珂 飾演 工會幹事
- 張翊 飾演 老畢
- 張繼波 飾演 修車人

## 拍攝與發行
《耳朵大有福》中王抗美一角的原型是導演張猛之父張惠中的朋友王連昌。張猛最先於2002年將王的故事拍成了紀錄片《耳朵大有福》，其後於2006年將同名故事片劇本寄交韓國釜山國際電影節，並成功獲得100萬人民幣獎金作為拍攝資助。影片於2007年3月在吉林集安開機。
本片2008年初賀歲檔在中國內地院線上映後票房慘淡，僅入賬189萬元人民幣。
本片曾在第61屆康城影展的非競賽展映單元亮相。此外，影片也曾在2008年第10屆意大利遠東電影節、香港「中國電影展2012—新生代導演作品展」等影展上展映。

## 評價
《耳朵大有福》儘管商業表現不佳，卻得到了一些重要華語電影獎項的認可，也在中國內地和國際影評界取得了較為良好的反響。
中國內地影評人妖靈妖評價影片具備「平实幽默的态度、扎实的剧本、富有质感的摄影、贾樟柯早期作品式的声音处理」，而范偉的演技則「出神入化」。影評人圖賓根木匠指影片見微知著的手法有著意大利新現實主義電影代表人物與薩瓦提尼（Cesare Zavattini）的影子。影評人周黎明將本片列入其心目中2008年的華語十佳影片，並將影片與范偉分別比作中國版的《薯嘜先生》和積·尼高遜。
美國《綜藝》雜誌形容影片具有「不動聲色的諷刺和溫暖的同情心」，「張猛的諷刺視角和范偉充滿生活氣息的表演讓影片成為了一縷人文主義的亮色」。澳大利亞影評雜誌Senses of Cinema稱本片是「風格最為酸楚的現實主義電影之典範」。

## 獎項
| 年份 | 獎項             | 類別                   | 獲獎人         | 結果 |
| ---- | ---------------- | ---------------------- | -------------- | ---- |
| 2008 | 上海國際電影節   | 亞洲新人獎最佳影片     | 《耳朵大有福》 | 提名 |
| 2008 | 上海國際電影節   | 亞洲新人獎評委會特別獎 | 《耳朵大有福》 | 獲獎 |
| 2009 | 中國電影金雞獎   | 最佳男主角             | 范偉           | 提名 |
| 2009 | 北京大學生電影節 | 最佳處女作             | 張猛           | 提名 |
| 2009 | 北京大學生電影節 | 最佳男演員             | 范偉           | 提名 |
| 2009 | 華語電影傳媒大獎 | 最佳新導演             | 張猛           | 獲獎 |
| 2009 | 華語電影傳媒大獎 | 最佳男演員             | 范偉           | 獲獎 |

## 外部連結
- 互联网电影数据库（IMDb）上《耳朵大有福》的资料（英文）
- 豆瓣电影上《耳朵大有福》的資料 （简体中文）
- 时光网上《耳朵大有福》的資料（简体中文）